# TT A7
La tombe thébaine TT A7 est située à Dra Abou el-Naga, dans la nécropole thébaine, sur la rive ouest du Nil, face à Louxor en Égypte.
C'est la tombe d'Amenhotep, scribe à la XVIIIe dynastie.